# Rally de Turquía de 2010
El Rally de Turquía de 2010, oficialmente 6th Rally of Turkey, fue la cuarta ronda de la temporada 2010 del Campeonato Mundial de Rally. Se celebró en las cercanías de Estambul, (Marmara) entre el 16 y el 18 de abril y contó con un itinerario de veintitrés tramos sobre tierra, con algunas partes de asfalto, que sumaban un total de 356.64 km cronometrados.

## Itinerario y ganadores
| Día            | Tramo | Hora  | Tramo        | Distancia | Ganador         | Tiempo          | Vel. media      | Líder rally     |
| -------------- | ----- | ----- | ------------ | --------- | --------------- | --------------- | --------------- | --------------- |
| Día 1 (16 Abr) | SS1   | 09:03 | Darlık 1     | 15.66 km  | Petter Solberg  | 9:30.4          | 98.84 km/h      | Petter Solberg  |
| Día 1 (16 Abr) | SS2   | 09:46 | Karabeyli 1  | 8.23 km   | Mikko Hirvonen  | 4:43.1          | 104.66 km/h     | Mikko Hirvonen  |
| Día 1 (16 Abr) | SS3   | 10:14 | Bozgoca 1    | 13.52 km  | Sébastien Ogier | 8:11.2          | 99.09 km/h      | Sébastien Ogier |
| Día 1 (16 Abr) | SS4   | 10:57 | Halli 1      | 9.60 km   | Petter Solberg  | 4:45.0          | 121.26 km/h     | Sébastien Ogier |
| Día 1 (16 Abr) | SS5   | 14:00 | Darlık 2     | 15.66 km  | Sébastien Ogier | 9:11.1          | 102.30 km/h     | Sébastien Ogier |
| Día 1 (16 Abr) | SS6   | 14:43 | Karabeyli 2  | 8.23 km   | Sébastien Ogier | 4:34.6          | 107.90 km/h     | Sébastien Ogier |
| Día 1 (16 Abr) | SS7   | 15:11 | Bozgoca 2    | 13.52 km  | Dani Sordo      | 7:59.0          | 101.61 km/h     | Sébastien Ogier |
| Día 1 (16 Abr) | SS8   | 15:54 | Halli 2      | 9.60 km   | Petter Solberg  | 4:33.8          | 126.22 km/h     | Sébastien Ogier |
| Día 1 (16 Abr) | SS9   | 19:57 | SSS Istanbul | 2.20 km   | Sébastien Loeb  | 1:55.9          | 68.33 km/h      | Sébastien Ogier |
| Día 2 (17 Abr) | SS10  | 09:56 | Göçbeyli 1   | 18.17 km  | Petter Solberg  | 10:34.4         | 103.11 km/h     | Sébastien Ogier |
| Día 2 (17 Abr) | SS11  | 10:34 | Ulupelit 1   | 12.98 km  | Mikko Hirvonen  | 7:11.1          | 108.39 km/h     | Sébastien Ogier |
| Día 2 (17 Abr) | SS12  | 11:27 | Bozhane 1    | 14.59 km  | Sébastien Ogier | 8:46.7          | 99.72 km/h      | Sébastien Ogier |
| Día 2 (17 Abr) | SS13  | 12:00 | Riva 1       | 27.17 km  | Petter Solberg  | 15:29.2         | 105.26 km/h     | Sébastien Ogier |
| Día 2 (17 Abr) | SS14  | 15:06 | Göçbeyli 2   | 18.17 km  | Sébastien Loeb  | 10:24.8         | 104.69 km/h     | Sébastien Ogier |
| Día 2 (17 Abr) | SS15  | 15:44 | Ulupelit 2   | 12.98 km  | Mikko Hirvonen  | 6:58.8          | 111.58 km/h     | Sébastien Loeb  |
| Día 2 (17 Abr) | SS16  | 16:37 | Bozhane 2    | 14.59 km  | Sébastien Loeb  | 8:43.4          | 100.35 km/h     | Sébastien Loeb  |
| Día 2 (17 Abr) | SS17  | 17:10 | Riva 2       | 27.17 km  | Sébastien Loeb  | 15:01.4         | 108.51 km/h     | Sébastien Loeb  |
| Día 3 (18 Abr) | SS18  | 09:13 | Deniz 1      | 16.76 km  | Tramo cancelado | Tramo cancelado | Tramo cancelado | Sébastien Loeb  |
| Día 3 (18 Abr) | SS19  | 09:51 | Mudarli 1    | 21.32 km  | Tramo cancelado | Tramo cancelado | Tramo cancelado | Sébastien Loeb  |
| Día 3 (18 Abr) | SS20  | 10:39 | Ballica 1    | 19.22 km  | Sébastien Loeb  | 10:00.5         | 115.22 km/h     | Sébastien Loeb  |
| Día 3 (18 Abr) | SS21  | 13:12 | Deniz 2      | 16.76 km  | Sébastien Loeb  | 9:48.8          | 102.47 km/h     | Sébastien Loeb  |
| Día 3 (18 Abr) | SS22  | 13:50 | Mudarli 2    | 21.32 km  | Sébastien Loeb  | 12:35.0         | 101.66 km/h     | Sébastien Loeb  |
| Día 3 (18 Abr) | SS23  | 14:38 | Ballica 2    | 19.22 km  | Sébastien Ogier | 9:51.0          | 117.08 km/h     | Sébastien Loeb  |

## Clasificación final
| Pos.     | Piloto              | Copiloto           | Automóvil            | Tiempo    | Diferencia | Puntos  |
| General  | General             | General            | General              | General   | General    | General |
| -------- | ------------------- | ------------------ | -------------------- | --------- | ---------- | ------- |
| 1.       | Sébastien Loeb      | Daniel Elena       | Citroën C4 WRC       | 3:01:38.7 | 0.0        | 25      |
| 2.       | Petter Solberg      | Phil Mills         | Citroën C4 WRC 2009  | 3:02:33.2 | 54.5       | 18      |
| 3.       | Mikko Hirvonen      | Jarmo Lehtinen     | Ford Focus RS WRC 09 | 3:03:22.1 | 1:43.4     | 15      |
| 4.       | Sébastien Ogier     | Julien Ingrassia   | Citroën C4 WRC       | 3:05:24.7 | 3:46.0     | 12      |
| 5.       | Kimi Räikkönen      | Kaj Lindström      | Citroën C4 WRC       | 3:08:23.0 | 6:44.3     | 10      |
| 6.       | Federico Villagra   | Jose Diaz          | Ford Focus RS WRC 08 | 3:09:35.4 | 7:56.7     | 8       |
| 7.       | Matthew Wilson      | Scott Martin       | Ford Focus RS WRC 08 | 3:10:08.5 | 8:29.8     | 6       |
| 8.       | Jari-Matti Latvala  | Miikka Anttila     | Ford Focus RS WRC 09 | 3:21:22.9 | 19:44.2    | 4       |
| 9.       | Dennis Kuipers      | Frederic Miclotte  | Ford Fiesta S2000    | 3:25:00.9 | 23:22.2    | 2       |
| 10.      | Aaron Burkart       | Andre Kachel       | Suzuki Swift S1600   | 3:28:43.4 | 27:04.7    | 1       |
| JWRC     |                     |                    |                      |           |            |         |
| 1. (10.) | Aaron Burkart       | Andre Kachel       | Suzuki Swift S1600   | 3:28:43.4 | 0.0        | 25      |
| 2. (11.) | Alessandro Broccoli | Angela Forina      | Renault Clio R3      | 3:32:37.1 | 3:53.7     | 18      |
| 3. (15.) | Kevin Abbring       | Erwin Mombaerts    | Renault Clio R3      | 3:38:27.1 | 9:43.7     | 15      |
| 4. (16.) | Todor Slavov        | Dobromir Filipov   | Renault Clio R3      | 3:43:38.3 | 14:54.9    | 12      |
| 5. (18.) | Harry Hunt          | Sebastian Marshall | Ford Fiesta R2       | 3:47:24.3 | 18:40.9    | 10      |
| 6. (31.) | Karl Kruuda         | Martin Jarveoja    | Suzuki Swift S1600   | 4:25:43.5 | 57:00.1    | 8       |